# 1997 год в музыке

## События

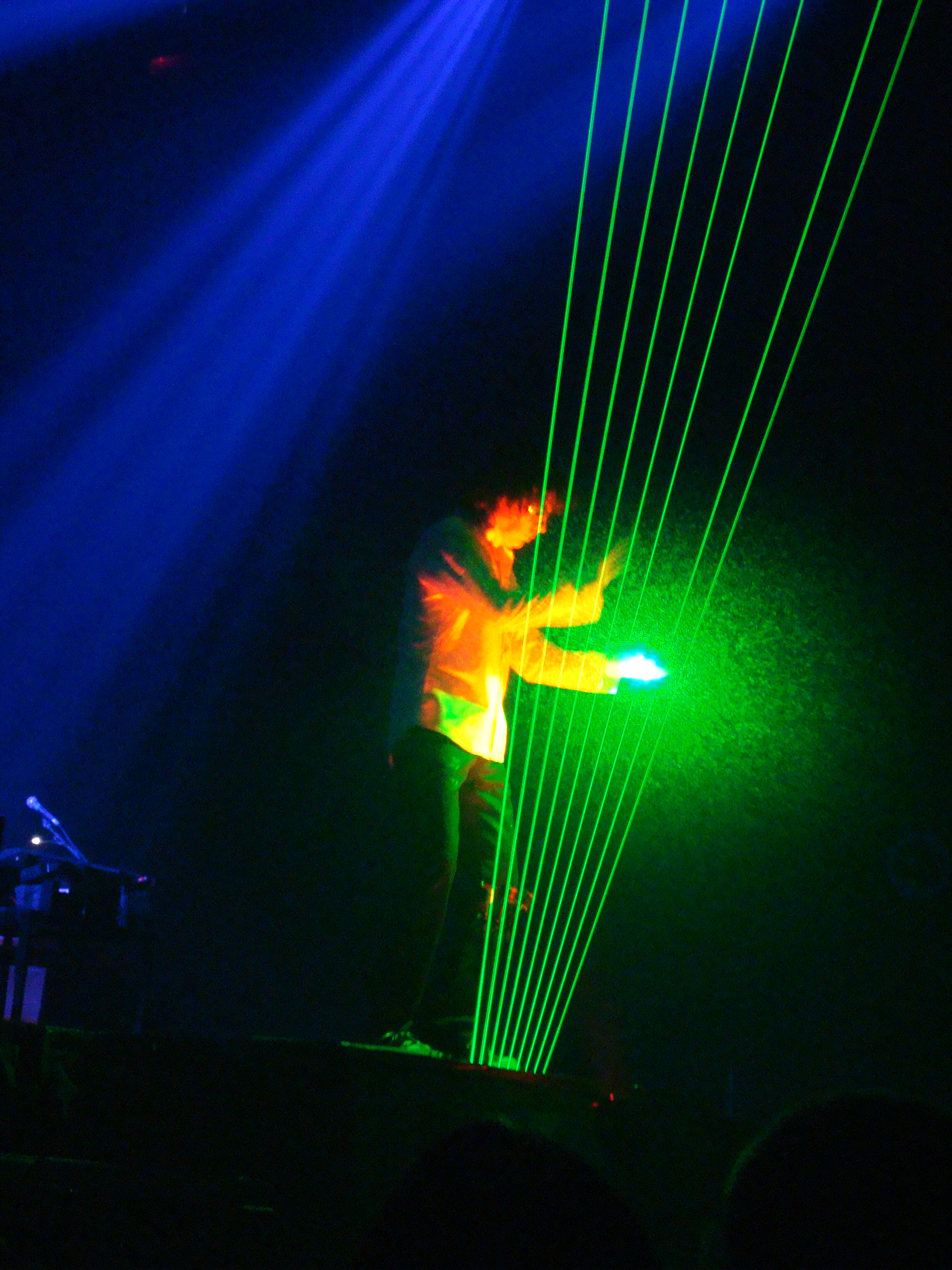
Жан-Мишель Жарр выступил на 850-летии Москвы. Концерт попал в книгу Рекордов Гиннесса по числу посетителей

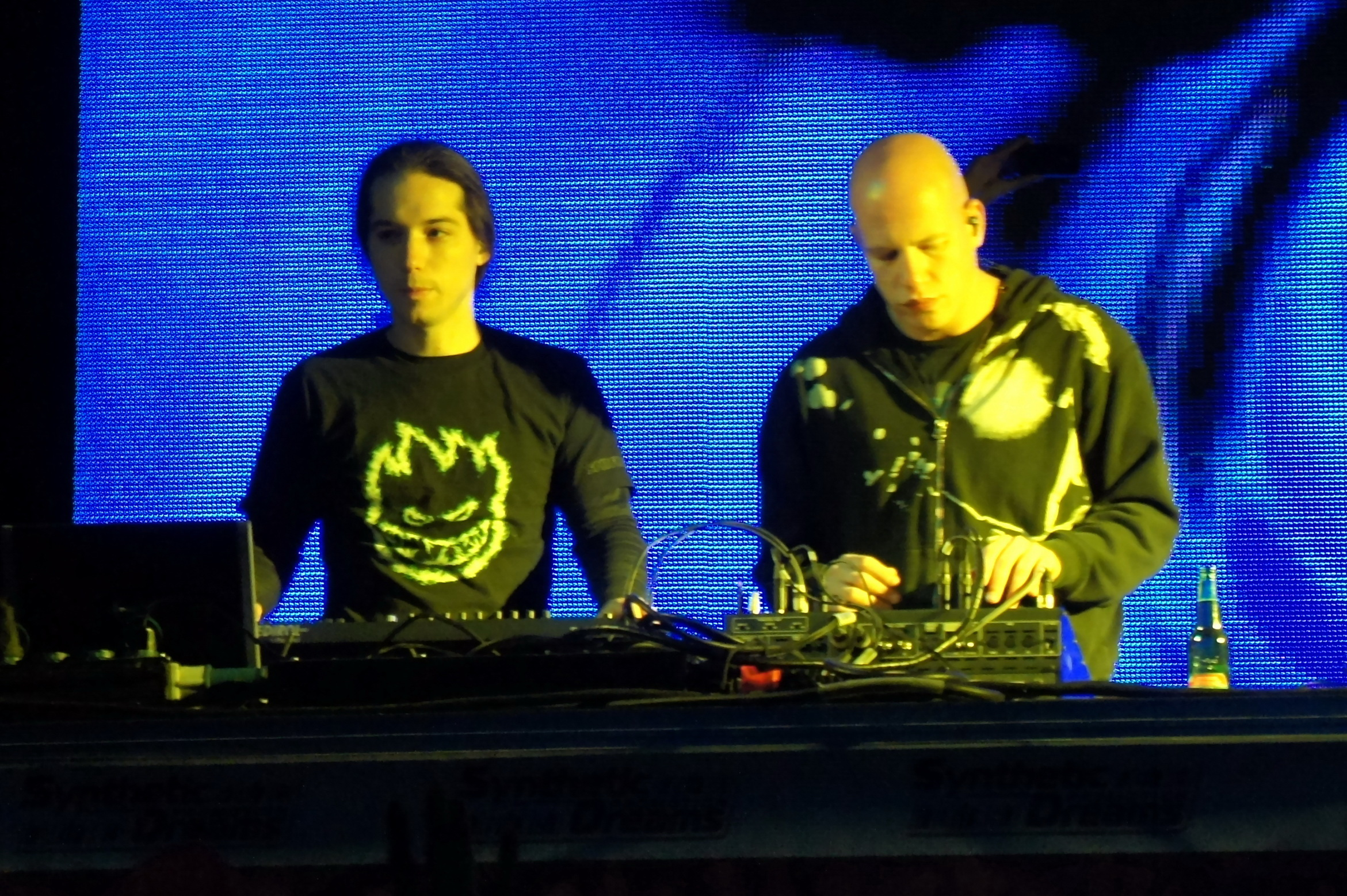
Основан псай-транс-проект Infected Mushroom

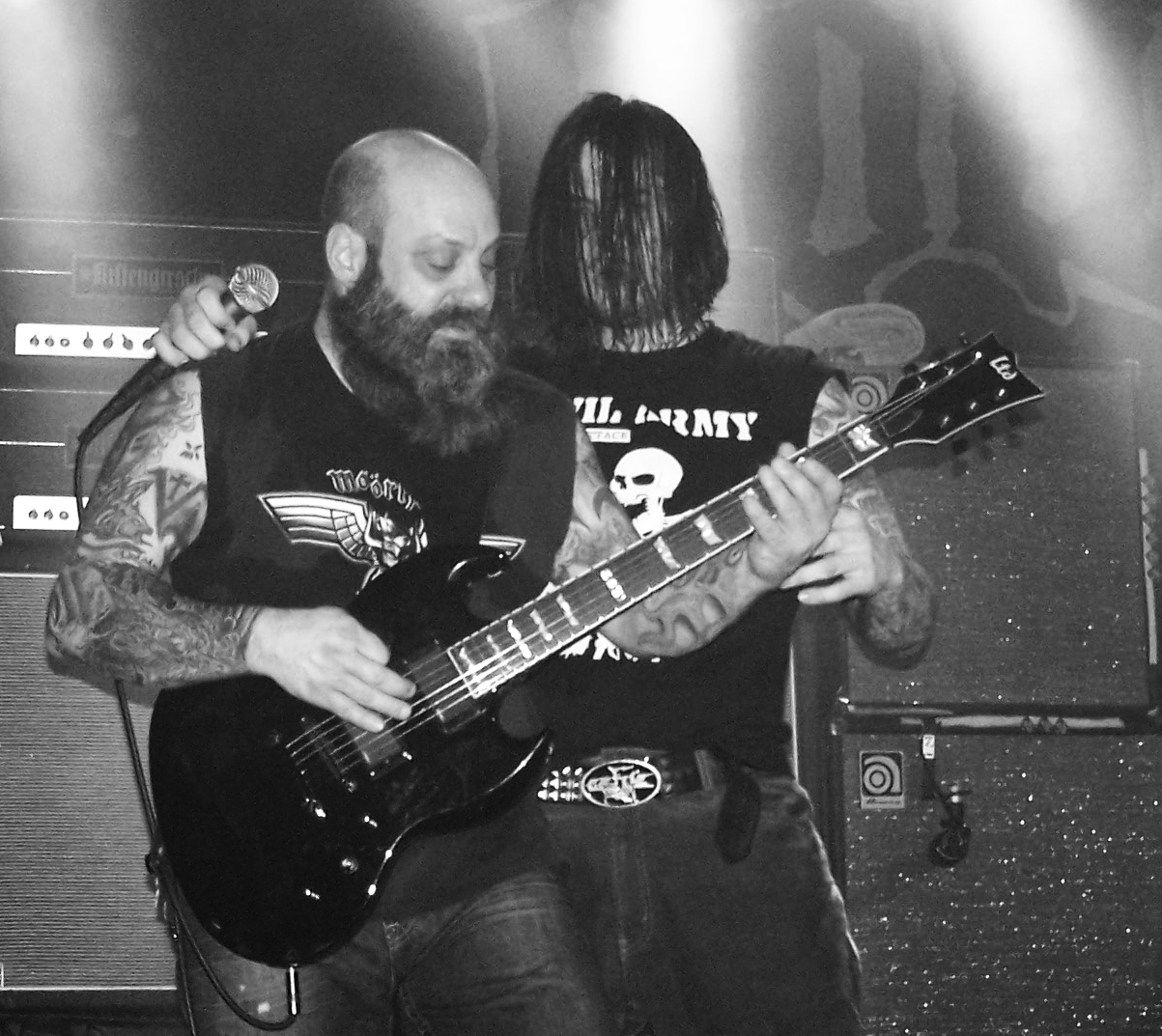
Удачный год для группы Pantera

- 13 февраля — родился первый сын Майкла Джексона
- 26 мая — вышел дебютный альбом группы 'N Sync
- 16 июля — альбом Cowboys from Hell группы Pantera становится платиновым.
- 21 августа — вышел третий альбом английской рок-группы Oasis Be Here Now, ставший самым быстропродаваемым альбомом в истории Великобритании.
- 7 ноября — альбомы Vulgar Display of Power и Far Beyound Driven группы Pantera становятся платиновыми.
- Дважды переиздан альбом московской дум-метал-группы Mental Home Vale (один раз на кассете, второй раз на CD).

### Образовались
- Образована группа Twiztid.
- Образован проект Dvar.
- Образована шведская глэм-метал группа Hardcore Superstar.
- Образована украинская блэк-метал группа Dub Buk.
- Образована группа «Белый орёл»
- Образована группа «Ленинград»
- Образована американская синти-рок группа Orgy
- Образована арт-прог-рок-группа Eternal Wanderers сёстрами Каневскими
- Образована рок-группа «Сансара».
- Образована рок-группа «Чичерина».
- Образована рок-группа «Чёрные сердца».
- Образована панк-рок группа «Духи цеха».
- Образована группа 5ive
- Образована рок-группа «Пилот».
- В Джексонвилле, Флорида образована новая панк-рок-группа Yellowcard.
- Создана турецкая рок-группа Yüksek Sadakat.
- Образована группа «Стрелки».
- Образована группа Three Days Grace.
- Образовалась голливудская глэм-панк-группа Peppermint Creeps.
- Образовалась альт-рок группа The White Stripes.Мав
- Образовалась (выпущен первый альбом) метал-группа Маврин
- Образование рок группы Кукрыниксы
- Образована электронная группа Eiffel 65

### Распались
- Распалась рэп-группа Мальчишник
- Распалась рок-группа Soundgarden
- Распалась рок-группа Мишины дельфины
- Дельфин начинает сольную карьеру.
- Распалась рок-группа X-Japan
- Вокалист ню-метал-группы Slipknot Андерс Колсефни, был заменён Кори Тейлором.
- Распалась рок-группа Nautilus Pompilius
- Распалась рок-группа «Химера»

## Концерты и туры
- В октябре 1997 года группа «Земляне» дала сольные концерты в московском ГЦКЗ «Россия».

### Майкл Джексон
- 15 октября — закончился тур М. Джексона — HIStory World Tour (1996—1997)

## Продажи
- Самый продаваемый альбом в США (Billboard 200) — «Spice» (Spice Girls), второе место — «Tragic Kingdom» (No Doubt), третье место — «Falling Into You» (Селин Дион)
- Самый продаваемый альбом в Великобритании — «Be Here Now» (Oasis), второе место — «Urban Hymns» (The Verve), третье место — «Spice» (Spice Girls)
- Самый продаваемый сингл в США (Billboard Hot 100) — «Candle in the Wind 1997» (Элтон Джон)
- Самый продаваемый сингл в Великобритании — «Candle in the Wind 1997» (Элтон Джон)

## Награды
- «Грэмми» за альбом года — Боб Дилан за «Time Out of Mind»
- «Грэмми» за запись года — Шон Колвин за «Sunny Came Home»
- «Грэмми» за песню года — «Sunny Came Home»
- Brit Awards за лучшие британские записи: сингл — «Never Ever» (All Saints), альбом — «Urban Hymns» (The Verve)
- Лучшие песни согласно журналу Rolling Stone — «Paranoid Android» (Radiohead) и «Bitter Sweet Symphony» (The Verve)

### Зал славы рок-н-ролла
Исполнители:
- Bee Gees (Барри Гибб, Морис Гибб и Робин Гибб)[1]
- Buffalo Springfield (Дьюи Мартин[англ.], Брюс Палмер[англ.], Стивен Стиллз, Ричи Фьюрей[англ.] и Нил Янг)[2]
- Crosby, Stills & Nash (Дэвид Кросби, Грэм Нэш и Стивен Стиллз)[3]
- The Jackson 5 (Джеки Джексон, Джермейн Джексон, Майкл Джексон, Марлон Джексон и Тито Джексон)[4]
- Parliament-Funkadelic (Джером Брэйли[англ.], Глен Гойнз[англ.], Рэй Дэвис[англ.], Джордж Клинтон, Бутси Коллинз, Уолтер Моррисон[англ.], Корделл Моссон[англ.], Билли Басс Нельсон[англ.], Кельвин Саймон[англ.], Грэйди Томас[англ.], Берни Уоррелл[англ.], Тики Фулвуд[англ.], Фаззи Хаскинс[англ.], Эдди Хейзел, Майкл Хэмптон[англ.] и Гэрри Шайдер[англ.])[5]
- The (Young) Rascals (Эдди Бригати[англ.], Дино Данелли[англ.], Феликс Кавальер[англ.] и Джин Корниш[англ.])[6]
- Джони Митчелл[7]

Раннее влияние:
- Махалия Джексон[8]
- Билл Монро[9]

Неисполнители:
- Сид Нейтан[10]

### Зал славы авторов песен
- Джимми Кеннеди[англ.][11]
- Эрнесто Лекуона[12]
- Джони Митчелл[13]
- Фил Спектор[14]
- Харлан Ховард[англ.][15]

Награда Джонни Мерсера:
- Алан и Мэрилин Бергман[16]

Награда Эйба Олмена издателю:
- Джин Гудмен[17]

Награда Сэмми Кана за жизненные достижения:
- Вик Дэймон[англ.][18]

Награда покровителю искусств:
- Сэмюел Лефрак[англ.][19]

Награда за выдающуюся песню:
- How High the Moon[англ.][20]

Награда совета директоров:
- Томас Эндрю Дорси[21]

### Зал славы кантри
- Бренда Ли[22]
- Синди Уокер[англ.][23]
- Харлан Ховард[англ.][24]

## Выпущенные альбомы
См. также категорию альбомов 1997 года.

### Январь
- Homework — Daft Punk, 20 января
- Come My Fanatics... — Electric Wizard
- 28 января — The Power of Failing (Mineral)

### Февраль
- Earthling — Дэвид Боуи, 3 февраля
- Ixnay On The Hombre — The Offspring, 4 февраля
- Blur — Blur, 10 февраля
- Pain — Pain, 11 февраля

### Март
- Pop — U2, 3 марта
- The Boatman’s Call — Nick Cave and the Bad Seeds, 3 марта
- Ураган — Агата Кристи, 10 марта
- Dans ma chair — Патрисия Каас, 17 марта
- Nine Lives — Aerosmith, 18 марта
- The More Things Change… — Machine Head, 25 марта

### Апрель
- Dig Your Own Hole — The Chemical Brothers, 7 апреля
- ULTRA — Depeche Mode, 14 апреля
- Sevendust — Sevendust, 15 апреля
- Пост-алкогольные страхи — НАИВ, 18 апреля
- In It for the Money — Supergrass, 21 апреля
- Мумий Тролль — Морская , 24 апреля
- Пропадаю я — Любовь Успенская, 25 апреля
- When the Bough Breaks — Билл Уорд, 27 апреля
- 30 — Лоран Гарнье
- Sóknardalr — Windir

### Май
- Flaming Pie — Пол Маккартни, 5 мая
- Nana — Nana, 19 мая
- Blood on the Dance Floor: History in the Mix — Майкл Джексон, 20 мая
- За розовым морем — Татьяна Овсиенко, 20 мая
- Remanufacture — Fear Factory, 20 мая
- General Population — C-Block, 26 мая

### Июнь
- Dark Days in Paradise — Гэри Мур, 2 июня
- Wu-Tang Forever — Wu-Tang Clan, 3 июня
- Album of the Year — Faith No More, 3 июня
- OK Computer — Radiohead, 16 июня
- Cryptic Writings — Megadeth, 17 июня
- Dude Ranch — Blink-182, 17 июня
- The Fat of the Land — The Prodigy, 30 июня

### Июль
- Limp Bizkit — Three Dollar Bill, Y’all$, 1 июля
- That’s What People Do — Thousand Foot Krutch, 29 июля

### Август
- The Plutonium Cathedral — Vacuum, 4 августа
- Be Here Now — Oasis, 21 августа
- Sehnsucht — Rammstein, 25 августа
- Age of Love — Scooter, 25 августа
- Backstreet's Back — Backstreet Boys , 30 августа

### Сентябрь
- Calling All Stations — Genesis, 2 сентября
- Girl — Данни Миноуг, 8 сентября
- Butterfly — Мэрайя Кэри, 16 сентября
- Homogenic — Бьорк, 23 сентября
- Falling into Infinity — Dream Theater, 23 сентября

### Октябрь
- Proud Like a God — Guano Apes, 6 октября
- Eros — Эрос Рамаццотти, 20 октября
- Nimrod. — Green Day, 14 октября
- Головоломка — Найк Борзов, 14 октября
- Jugulator — Judas Priest, 16 октября
- Thank You for the Music — E-Rotic, 17 октября
- Mogwai Young Team — Mogwai, 21 октября
- Legendary Tales — Rhapsody, 27 октября
- Around the Fur — Deftones, 28 октября
- Galore: The Singles 1987–1997 — The Cure, 28 октября

### Ноябрь
- Angels Fall First — Nightwish, 1 ноября
- Shut Your Mouth and Open Your Eyes — AFI, 11 ноября
- Твои письма - Иванушки International, 15 ноября
- Here I Am — Blue System, 17 ноября
- ReLoad — Metallica, 18 ноября
- Titanic: Music from the Motion Picture — Джеймс Хорнер, 18 ноября
- Greatest Lovesongs Vol. 666 — HIM, 20 ноября
- Икра — Мумий Тролль, 21 ноября
- Sixpence None the Richer — Sixpence None the Richer, 22 ноября
- Dosburg Online — Klaus Schulze, 24 ноября
- It Ain´t Over — Down Low, 24 ноября
- Left of the Middle — Natalie Imbruglia, 24 ноября
- R U Still Down? (Remember Me) — Тупак Шакур, 25 ноября

### Декабрь
- Volume 1: Instrumental Driving Music for Felons — The Desert Sessions, 5 декабря
- Kyuss/Queens of the Stone Age — Kyuss и Queens of the Stone Age, 5 декабря
- Песни о людях (Любэ, декабрь)
- Будь как дома, Путник... - Король и Шут,  18 декабря

### Без даты
- Brown Album (Primus)
- Come to Daddy (Aphex Twin)
- Cowboy (Erasure)
- Daudi Baldrs (Burzum)
- Desperado (Гэри Мур)
- Enter (Within Temptation)
- Enthrone Darkness Triumphant (Dimmu Borgir)
- Following the Voice of Blood (Graveland)
- Life thru a Lens (Робби Уильямс)
- Live (P.O.D.)
- M-Series (Maurizio)
- Medazzaland (Duran Duran)
- Modus Operandi (Photek)
- More Songs About Food and Revolutionary Art (Карл Крэйг)
- Nighttime Birds (The Gathering)
- One Second (Paradise Lost)
- Peace and Noise (Патти Смит)
- Portishead (Portishead)
- Rapture (Брэдли Джозеф)
- Sci-Fi Lullabies (Suede)
- Something Wild (Children of Bodom)
- Somewhere Out In Space (Gamma Ray)
- Sounds of the Satellites (Laika)
- Stille (Lacrimosa)
- The Colour and the Shape (Foo Fighters)
- The Dance (Faithless)
- The Synthetic Form (Gridlock)
- The Winner Takes It All (E-Rotic)
- Urban Hymns (The Verve)
- Vivir (Энрике Иглесиас)
- Vegas (The Crystal Method)
- Kill Fuck Die (W.A.S.P.)
- Kingdom of Madness (Edguy)
- Незаконнорождённый АльХимик доктор Фауст — Пернатый Змей (В.Бутусов и Ю.Каспарян)
- Море Сиам (Настя)
- Sexual Madness (E-Rotic)
- Кораблик любви (Фристайл)
- Чужой поцелуй (Алика Смехова)
- Объяснение в любви (Алена Апина)
- Фамилия, часть 1 (Валерия)

### Альбомы России и стран СНГ
- Жертвы научной фантастики (Тайм-Аут)
- ZUDWA (Химера)
- Атлантида (Наутилус Помпилиус)
- Записки уголовного барда (Александр Новиков)
- Король и Шут (Король и Шут)
- Чужая патриция (Дубовый Гаайъ)
- Катапульта (Triplex)
- Пост-алкогольные страхи (НАИВ)
- Не в фокусе (Дельфин/Dolphin)
- Ботаника (Крематорий)
- Фонарь под глазом (Сплин)
- Игрушки (Мишины Дельфины)
- Яблокитай (Наутилус Помпилиус)
- Солнцеворот (Гражданская оборона)
- Невыносимая лёгкость бытия (Гражданская оборона)
- Незаконнорождённый АльХимик доктор Фауст — Пернатый Змей (В. Бутусов и Ю. Каспарян)
- Дурень (Алиса)
- Рождённый в СССР (ДДТ)
- Скажи спасибо (Владимир Асмолов)
- Стекло (Пикник)
- Сергей Есенин (Александр Новиков)
- Страх полёта (Дмитрий Маликов)
- Ужаленный (Левон Варданян)
- Наркологический университет миллионов (Сектор Газа)
- Сектор Газа (Сектор Газа)
- Счастлива, потому что беременна: Синий альбом (Ногу свело!)
- Ножницы (Максим Фадеев)
- Смутное время (Маврин)

## Музыкальные фильмы
- АукцЫон без саксофона (АукцЫон)

## Родились
- 11 января — Коди Симпсон — австралийский поп-певец.
- 13 января — Джимми Уопо (ум. 2018) — американский рэпер.
- 14 января — Мария и Анастасия Толмачёвы —  победительницы Детского Евровидения 2006.
- 31 января — Чо Миён — южнокорейская певица участница группы (G)I-DLE.
- 1 февраля — Пак Чжихе — южнокорейская певица, участница группы Twice.
- 4 февраля — Kai Angel — российский рэпер.
- 11 февраля — Пак Розэ — южнокорейско-новозеландская певица, участница группы BLACKPINK.
- 2 марта — Бекки Джи — американская певица, рэперша, начинающая актриса, автор песен.
- 20 марта - Wifisfuneral — американский рэпер.
- 21 марта — Мартина Штоссель — аргентинская актриса, певица и танцовщица.
- 24 марта — Мина Миёи — японская певица, участница группы TWICE.
- 27 марта — Лиса Манобан — тайская певица, танцовщица и рэпер, участница южнокорейской группы BLACKPINK.
- 30 марта — Чха Ыну — южнокорейский певец и актёр, участник бой-бэнда Astro.
- 8 апреля — Face — российский рэпер, певец и автор песен.
- 26 апреля — Люся Чеботина — российская певица и актриса.
- 14 мая — Goonew (ум. 2022) — американский рэпер.
- 4 августа — Катя Рябова — российская певица, представительница России на «Детском конкурсе песни Евровидение в 2009» и «Детском конкурсе песни Евровидение в 2011».
- 1 сентября — Чон Джонгук — южнокорейский певец, участник бой-бэнда BTS.
- 3 октября — Пан Чхан — южнокорейский певец, участник бой-бэнда Stray Kids.
- 4 октября — Чхве Ючжу — южнокорейская певица, участница группы GFriend.
- 8 октября — Белла Торн — американская актриса и певица.
- 23 октября — Минни Ниша Йонтарарак — тайская певица участница южнокорейской группы (G)I-DLE.
- 24 октября — Raye — британская певица, композитор и автор-исполнитель.
- 17 ноября — Ким Югём — южнокорейский певец, танцор, рэпер, автор песен, хореограф и продюсер, участник бой-бэнда GOT7.
- 27 ноября — Саша Спилберг — видеоблогер, певица и актриса.
- 16 декабря — Сара Ларссон — шведская певица.

## Скончались

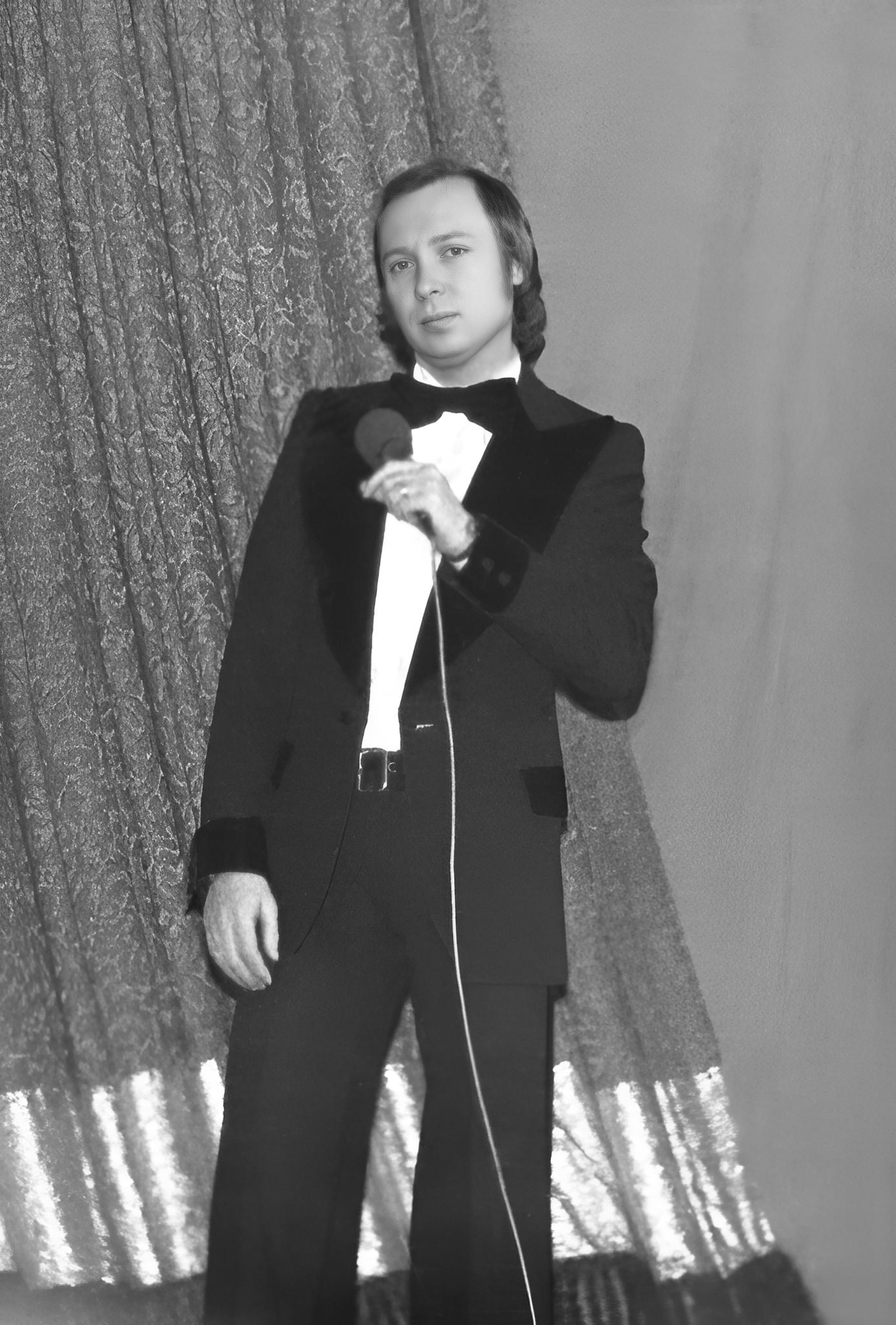
Валерий Ободзинский

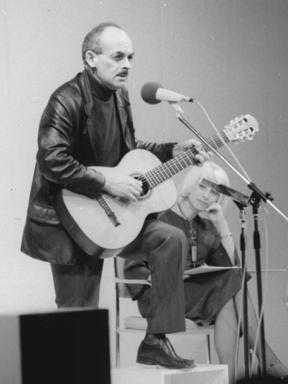
Булат Окуджава

- 23 февраля — Эдуард Старков (27) — советский и российский рок-музыкант и поэт, лидер и вокалист группы «Химера»
- 27 февраля — Анатолий Крупнов (31) — советский и российский музыкант, певец и композитор, основатель и лидер группы «Чёрный Обелиск»
- 5 марта — Ральф Басс (85) — американский музыкальный продюсер
- 9 марта — The Notorious B.I.G. (24) — американский рэпер и автор песен
- 10 марта — Лаверн Бейкер (67) — американская певица
- 8 апреля — Лора Ниро (49) — американская певица, пианистка и автор песен
- 26 апреля — Валерий Ободзинский (55) — советский и российский эстрадный певец
- 9 мая — Вилли Хесс (90) — швейцарский музыковед, композитор и педагог
- 29 мая — Джефф Бакли (30) — американский певец и музыкант
- 2 июня — Женя Белоусов (32) — советский и российский певец и музыкант
- 4 июня — Ронни Лэйн (51) — британский музыкант и автор песен, основатель и басист групп The Small Faces и The Faces
- 12 июня — Булат Окуджава (73) — советский и российский поэт, бард и композитор
- 20 июня — Лоуренс Пэйтон (59) — американский певец и продюсер, вокалист группы The Four Tops
- 23 июля — Гомбын Туэндэмбэрэл (58 или 59) — монгольская актриса и певица
- 1 августа — Святослав Рихтер (82) — советский и российский пианист
- 12 октября — Джон Денвер (53) — американский певец, музыкант и автор песен
- 19 октября — Глен Бакстон (49) — американский музыкант, гитарист группы Alice Cooper
- 22 ноября — Майкл Хатченс (37) — австралийский певец, вокалист группы INXS
- 7 декабря — Барри Брук (79) — американский музыковед, педагог, лексикограф и музыкальный библиограф
- 19 декабря — Димитр Петков (78) — болгарский композитор, дирижёр, музыковед и педагог
- 31 декабря — Флойд Крамер (64) — американский пианист
- без точной даты — Пётр Абашеев (62/63) — советский и российский бурятский артист балета, балетмейстер и танцевальный педагог